# Verdin barbe-bleue
Chloropsis cyanopogon
Espèce
Statut de conservation UICN

 NT  : Quasi menacé
Le Verdin barbe-bleue (Chloropsis cyanopogon) est une espèce de passereaux de la famille des Chloropseidae.

## Sous-espèces
D'après Alan P. Peterson, cette espèce est constituée des deux sous-espèces suivantes :
- Chloropsis cyanopogon cyanopogon  (Temminck, 1830)
- Chloropsis cyanopogon septentrionalis  Robinson & Kloss, 1919